# Хамблен (округ)
Округ Хамблен (англ. Hamblen County) располагается в штате Теннесси, США. Официально образован в 1870 году. По состоянию на 2010 год, численность населения составляла 62 544 человека.

## География
По данным Бюро переписи США, общая площадь округа равняется 455,840 км2, из которых 416,990 км2 — суша, и 15,000 км2, или 8,390 % — это водоёмы.

## Население
По данным переписи населения 2010 года в округе проживает 62 544 жителя в составе 29 693 домашних хозяйств и 17 161 семьи. Плотность населения составляет 138,00 человек на км2. На территории округа насчитывается 24 560 жилых строений, при плотности застройки около 59,00-ти строений на км2. Расовый состав населения: белые — 84,20 %, афроамериканцы — 4,00 %, коренные американцы (индейцы) — 0,30 %, азиаты — 0,70 %, гавайцы — 0,10 %. Испаноязычные составляли 10,70 % населения независимо от расы.
В составе 28,40 % из общего числа домашних хозяйств проживают дети в возрасте до 18 лет, 51,30 % домашних хозяйств представляют собой супружеские пары, проживающие вместе, 13,10 % домашних хозяйств представляют собой одиноких женщин без супруга, 30,10 % домашних хозяйств не имеют отношения к семьям, 25,70 % домашних хозяйств состоят из одного человека, 11,20 % домашних хозяйств состоят из престарелых (65 лет и старше), проживающих в одиночестве. Средний размер домашнего хозяйства составляет 2,51 человека, и средний размер семьи — 2,98 человека.
Возрастной состав округа: 23,30 % — моложе 18 лет, 5,70 % — от 18 до 24, 25,70 % — от 25 до 44, 26,70 % — от 45 до 64, и 26,70 % — от 65 и старше. Средний возраст жителя округа — 39.6 лет. На каждые 100 женщин приходится 94,90 мужчин. На каждые 100 женщин старше 18 лет приходится 92,30 мужчин.
Средний доход на домохозяйство в округе составлял 39 807 USD, на семью — 48 353 USD. Среднестатистический заработок мужчины был 36 166 USD против 27 094 USD для женщины. Доход на душу населения составлял 21 162 USD. Около 13,20 % семей и 17,70 % общего населения находились ниже черты бедности, в том числе — 15,70 % молодежи (тех, кому ещё не исполнилось 18 лет) и 19,30 % тех, кому было уже больше 65 лет.